# Philip Dee
Philip (Ivor) Dee (né le 8 avril 1904 à King’s Cross, District de Stroud; † 17 avril 1983) est un physicien britannique réputé pour avoir dirigé la construction du premier synchrotron britannique.

## Biographie
Il étudie la physique au Sidney College et au Pembroke College (Cambridge). Il est assistant-chercheur au Cavendish Laboratory jusqu'en 1934, puis devient maître de conférences jusqu'en 1943.
Pendant la Seconde guerre mondiale, il est à la tête d'une équipe de chercheurs chargée de mettre au point un guidage antiaérien pour protéger les radars, projet baptisé Village Inn. Le 26 octobre 1941, il achève le développement d'un premier radar de suivi de terrain, le H2S, exploit qui lui vaut deux ans plus tard d'être élevé au rang d'Officier de l'Empire Britannique. Cette même année 1943 , il se voit offrir la chaire de Philosophie naturelle de l'Université de Glasgow. En 1946, il obtient le vote du budget de construction d'un synchrotron de 30 MeV à l'université pour stimuler les recherches en physique des particules. En 1948, il engage la construction d'un synchrotron de 300 MeV.
Il est décoré de la médaille Hughes en 1952 en reconnaissance de recherches sur la désintégration des noyaux atomiques, et en particulier pour son utilisation ingénieuse de la chambre à bulles. Il prend sa retraite en 1972 et est fait docteur honoris causa de l'université de Strathclyde en 1980.